# John Byrne (fumettista)
John Lindley Byrne (Walsall, 6 luglio 1950) è un fumettista inglese naturalizzato statunitense.
Sin dalla metà degli anni ottanta Byrne ha lavorato praticamente su ogni principale supereroe dei fumetti statunitensi. I suoi lavori più famosi sono stati sugli X-Men e i Fantastici Quattro (per la Marvel Comics) e sul rilancio di Superman nel 1986 (per la DC Comics). Durante gli anni novanta ha prodotto qualche serie creator-owned come i Next Men e Danger Unlimited per la Dark Horse Comics.

## Inizi
Byrne nacque a Walsall, West Midlands, e crebbe a West Bromwich, Inghilterra, dove visse con i genitori (Frank e Nelsie) e la nonna materna. Mentre viveva lì, prima che la sua famiglia emigrasse in Canada quando John aveva 8 anni, divenne un appassionato di supereroi guardando in televisione The Adventures of Superman.
Il primo fumetto Marvel Comics che lesse fu Fantastic Four n. 5 del luglio 1962. In seguito avrebbe ricordato di aver pensato "che l'albo fosse superiore a qualsiasi altra cosa la DC Comics pubblicasse all'epoca". Lo stile di disegno di Jack Kirby ebbe un'influenza particolare sul giovane Byrne, che rimase ammirato dalle tavole del maestro.
Nel 1970, mentre frequentava l'Alberta College of Art and Design di Calgary, creò il supereroe parodia Gay Guy per il giornalino scolastico, che scherzava circa gli stereotipi sugli omosessuali che circolavano tra gli studenti d'arte. In questo periodo, pubblicò il suo primo fumetto su ACA Comix n. 1, la storia The Death's Head Knight.
Byrne lasciò il college nel 1973 senza laurearsi. Nell'agosto 1974, ebbe la sua prima esperienza da professionista illustrando un breve racconto di due pagine in bianco e nero apparso in Nightmare n. 20 della Skywald Publications. Iniziò quindi a lavorare come disegnatore freelance per la Charlton Comics.

## Marvel Comics
John Byrne riferì di essere approdato alla Marvel Comics quando lo sceneggiatore Chris Claremont " ...vide il mio lavoro per la Charlton ed iniziò a chiedermi insistentemente di disegnare qualche sua storia". John iniziò presto a disegnare The Champions e Marvel Team-Up. Disegnò per la prima volta gli X-Men in Marvel Team-Up numero 53.

### The Uncanny X-Men
Byrne iniziò a collaborare con Claremont a partire da The Uncanny X-Men n. 108 (dicembre 1977). La loro collaborazione, insieme a quella dell'inchiostratore Terry Austin, diede vita a storie classiche come le saghe di Proteus e di Fenice Nera, e la storia Giorni di un futuro passato (Days of Future Past), tra le più apprezzate di sempre dai fan del fumetto. Byrne insistette sul valorizzare il personaggio canadese, Wolverine, e contribuì a una serie di storie per giustificare la sua presenza nel gruppo, rendendo il personaggio uno dei più celebri della Marvel. Con il numero 114, Byrne iniziò anche a scrivere insieme a Claremont le storie, oltre che a disegnarle. Claremont raccontò che "ad un certo punto John ed io eravamo, nel vero senso della parola, veri collaboratori". La "Saga di Fenice Nera" del 1980 è una delle storie più memorabili della serie. Lo scrittore di fumetti Roy Thomas e lo storico Peter Sanderson fecero notare come questo ciclo di storie possa essere paragonato alla "Trilogia di Galactus" di Stan Lee & Jack Kirby. Un capolavoro nella storia della Marvel, con gli autori all'apice della forma". Byrne ha ripetutamente paragonato la sua collaborazione creativa con Claremont a quella tra Gilbert & Sullivan, e disse che "litigavano di continuo circa la sorte dei personaggi". Byrne creò i personaggi di Alpha Flight, Proteus, e Kitty Pryde/Shadowcat durante il periodo passato agli X-Men. Una nuova Confraternita di Mutanti Malvagi, capeggiata da Mystica, fu introdotta in Days of Future Past (n. 141-142, gen.-feb. 1981), storia nella quale Kitty Pryde, viaggiando nel tempo, cerca di invertire un futuro distopico causato dall'assassinio di un senatore candidato alla presidenza da parte della Confraternita. Byrne ideò una trama dove le Sentinelle venivano raffigurate come un pericolo reale all'esistenza della razza mutante. Byrne lasciò The X-Men con il numero 143 (marzo 1981). Durante il suo periodo alla serie, The X-Men passò da una tiratura bimestrale ad una mensile, grazie al grande aumento delle vendite (che continuarono a lungo anche dopo l'abbandono di Byrne).
Alla fine degli anni settanta, mentre era il disegnatore fisso regolare di X-Men, Byrne iniziò a disegnare anche un altro celebre gruppo di supereroi, I Vendicatori (The Avengers). Lavorando principalmente con lo sceneggiatore David Michelinie, egli disegnò i numeri dal 164 al 166 e dal 181 al 191. Byrne e Michelinie idearono insieme il personaggio di Scott Lang in Avengers n. 181 (marzo 1979). I nove numeri di Captain America disegnati da Byrne, dal 247 al 255 (luglio 1980 - marzo 1981), su sceneggiatura di Roger Stern, inclusero il numero 250, nel quale il personaggio rifletteva sul candidarsi alla presidenza degli Stati Uniti d'America.

### Fantastic Four
Il secondo lavoro di Byrne per la Marvel dopo gli X-Men furono i Fantastici Quattro (numeri dal 232 al 295, luglio 1981-ottobre 1986), testata alla quale lavorò per ben cinque anni, periodo che viene generalmente considerato il migliore per la serie dopo la "golden age" di Stan Lee & Jack Kirby. Byrne disse che il suo obiettivo era quello di "mettere indietro le lancette dell'orologio ... tornare indietro per ritrovare la freschezza che aveva reso grande il fumetto alla sua uscita". Egli apportò una serie di cambiamenti importanti alla serie: La Cosa fu temporaneamente rimpiazzato da She-Hulk, mentre il personaggio stesso ebbe una propria serie dedicata (n. 1-22, anch'essa scritta da Byrne), e la fidanzata storica della Cosa, Alicia Masters, lo lasciò per mettersi con la Torcia Umana; il personaggio della Ragazza Invisibile venne sviluppato nel membro più potente del quartetto, e la maturazione del suo carattere portò alla transizione del personaggio da "Ragazza" a "Donna" Invisibile;, lo storico quartier generale Baxter Building fu distrutto e rimpiazzato dal Four Freedoms Plaza, e l'antagonista storico principale del gruppo, Victor Von Doom, il Dottor Destino, acquisì uno spessore e un'importanza maggiori. Byrne citò molte ragioni per motivare il suo abbandono della serie, incluse ragioni di "politica interna" alla casa editrice.

### Alpha Flight
Nel 1983, mentre ancora era su Fantastic Four, Byrne iniziò a scrivere e disegnare Alpha Flight, gruppo di supereroi canadesi da lui ideato. Sebbene la serie inizialmente andò molto bene, con il primo numero che vendette 500 000 copie, Byrne disse che il titolo «non fu mai veramente divertente» e di considerare i personaggi bidimensionali e senza spessore. Uno dei personaggi di Alpha Flight, Northstar, fu comunque il primo supereroe Marvel dichiaratamente omosessuale.

### Indiana Jones
Nel 1983 Byrne co-scrisse e disegnò inoltre i numeri 1 e 2 di The Further Adventures of Indiana Jones, con la storia in due parti The Ikons of Ikammanen.

### Incredible Hulk
Nel 1985, dopo il numero 28 di Alpha Flight, Byrne scambiò la serie con Bill Mantlo, scrittore di The Incredible Hulk. Secondo Byrne, egli aveva discusso ed illustrato le proprie idee per Hulk con l'editor-in-chief Jim Shooter prima di approdare alla serie, ma una volta approdato al fumetto, Shooter rifiutò le sue proposte. Byrne scrisse e disegnò i numeri dal 314 al 319. L'ultimo numero vide il matrimonio tra Bruce Banner e Betty Ross.

## DC Comics

### The Untold Legend of the Batman
All'inizio del 1980, Byrne eseguì il suo primo lavoro per la DC Comics, disegnando il primo numero della miniserie The Untold Legend of the Batman. Byrne aveva sempre voluto disegnare Batman, ed ebbe disponibile una finestra temporale di tre mesi durante la quale non era sotto contratto con la Marvel. Venuto a conoscenza della serie Untold Legend, Byrne contattò l'editore Paul Levitz per esprimere il suo interesse al progetto. La DC prese in seria considerazione la sua offerta, ma fu soltanto alla fine del secondo mese di pausa di Byrne che John ricevette la sceneggiatura del primo numero con l'incarico di disegnarlo. Byrne disse a Levitz che ormai non aveva più il tempo necessario per disegnare tutta la miniserie, nonostante la DC si offrisse di raddoppiargli il compenso. Byrne disegnò quindi solo il primo numero, che venne inchiostrato da Jim Aparo.

### Superman - The Man of Steel
Verso la fine del suo periodo alla Marvel, Byrne venne ingaggiato dalla DC Comics per rilanciare il personaggio di punta della casa editrice, Superman. Il tutto faceva parte di una più ampia operazione di ristrutturazione e rinnovamento della compagnia a seguito della miniserie Crisis on Infinite Earths. In particolare, il rinnovo operato da Byrne sul personaggio di Superman ottenne ampia risonanza e copertura mediatica anche al di fuori del ristretto mondo degli appassionati di fumetti, con articoli sul Time e sul The New York Times.
All'epoca, Byrne disse: «Sto riportando Superman alle sue origini ... Si tratta, in definitiva, del Superman di Siegel e Shuster che incontra quello della Fleischer nel 1986».
Byrne ridusse significativamente i poteri di Superman (sebbene restasse uno degli eroi più potenti sulla Terra), eliminò la Fortezza della Solitudine e il supercane Krypto, mantenne in vita Jonathan e Martha Kent anche nell'età adulta di Clark in modo che potessero godere dei trionfi del figlio adottivo, e fornirgli consigli e conforto quando ne aveva bisogno. Inoltre Byrne utilizzò l'idea di Marv Wolfman di rendere Lex Luthor un uomo d'affari di successo oltre che un genio scientifico logorato dal desiderio di vendetta nei confronti di Superman. Byrne "cancellò" il periodo adolescenziale di Clark Kent come Superboy; nella sua versione della storia, Clark non indossa il costume da supereroe fino all'età adulta.
Nella mitologia di Superman, Byrne ideò un Clark Kent più aggressivo ed estroverso rispetto alle precedenti incarnazioni, persino giocatore di successo di football studentesco alle superiori. Inoltre, Byrne cercò di spiegare come mai nessuno si accorga che Clark Kent sia Superman dato che non indossa nessuna maschera che ne celi il volto, con l'espediente che egli fa vibrare il proprio volto grazie alla sua super-velocità in modo da rendere sfocata la sua immagine nelle fotografie, e con il fatto che Kent faccia sollevamento pesi in palestra per spiegare come mai l'umano Clark abbia un fisico imponente come quello dell'alieno Superman. Il Superman di Byrne sente che le sue radici più profonde sono sulla Terra, e che il suo pianeta natale Krypton, "è una maledizione per lui".
La versione di Byrne dell'origine di Superman debuttò nella miniserie in sei numeri Man of Steel (luglio–settembre 1986), il cui primo numero uscì con due copertine diverse entrambe opera di Byrne.
Byrne disegnò anche sei numeri della miniserie Legends (novembre 1986 – maggio 1987) durante questo periodo. Scrisse e disegnò due testate mensile dedicate a Superman: il nuovo Superman ripartito dal numero 1 (gennaio 1987) e Action Comics, nel quale, iniziando dal numero 584, Superman faceva coppia con altri eroi dell'universo DC. L'originale albo di Superman venne re-intitolato The_Adventures of Superman a partire dal numero 424, inizialmente scritto da Marv Wolfman con disegni di Jerry Ordway, ma la testata venne poi rilevata da Byrne stesso dopo un anno per i numeri 436–442 e 444. Dato che il 1988 segnò il cinquantesimo anniversario della nascita di Superman, Byrne mise in atto altri progetti collegati al personaggio: scrisse la graphic novel Superman: The Earth Stealers e tre miniserie da quattro numeri ciascuna: The World of Krypton, The World of Metropolis, e The World of Smallville. Si occupò della copertina del numero del 14 marzo 1988 di Time dedicata a Superman. Dopo il suo iniziale lavoro su Superman nel periodo 1986-1988, Byrne sarebbe tornato come inchiostratore ospite in Adventures of Superman Annual n. 2 e Superman n. 50 nel 1990.
Byrne passò circa due anni a lavorare su Superman prima di lasciare la DC. La sua insoddisfazione derivò dal fatto di non sentirsi veramente supportato dalla dirigenza DC. Inoltre, esisteva un dissidio tra l'artista e la casa editrice circa il fatto che la versione di Superman che la DC sponsorizzava per il merchandising era contraria alla versione del personaggio di Byrne nei fumetti.

## Ritorno alla Marvel

### Star Brand
Nel 1986, la Marvel iniziò a pubblicare una nuova linea di testate supereroistiche creata dall'Editor-in-Chief Jim Shooter, ambientate in un universo parallelo e diverso rispetto a quello canonico della Marvel, chiamato "New Universe". Nel 1987, il New Universe vide una rivisitazione da parte dell'Editor-in-Chief Tom DeFalco, e Byrne venne ingaggiato per occuparsi della testata di punta, Star Brand (rinominato The Star Brand durante il periodo di Byrne), a partire dal numero 11 e proseguendo fino alla cancellazione della serie otto numeri dopo, quando la Marvel decise di "cancellare" il New Universe.

### Avengers West Coast
Nel 1989, dopo aver lasciato Superman, Byrne tornò a lavorare per la Marvel Comics. Per il suo lavoro sulla serie West Coast Avengers (numeri 42–57, presto rinominata Avengers West Coast) fu data all'artista la completa libertà creativa per realizzare quella che era "la sua "Visione" della storia". Visione era un supereroe Marvel membro dei Vendicatori, un androide originariamente creato dal supercattivo Ultron costruito con il corpo della Torcia Umana Originale. Visione si era unito alla squadra, aveva sposato Scarlet Witch, ed era diventato padre di due figli. Byrne cambiò radicalmente tutto questo, rivelando che Ultron aveva mentito circa la creazione di Visione. La Torcia Umana Originale venne ritrovata e si unì ai Vendicatori della Costa Ovest. Visione venne smembrato e privato delle sue emozioni umane. I gemelli della coppia si rivelarono essere pezzi dell'anima del demone Mefisto. In aggiunta a questi cambiamenti, il periodo di Byrne sulla serie è ricordato anche per l'introduzione dei Great Lakes Avengers, un eclettico gruppo di nuovi supereroi.

### The Sensational She-Hulk
Durante la permanenza di She-Hulk nelle file dei Fantastici Quattro, il personaggio apparve in Marvel Graphic Novel n. 18 (nov. 1985) in una storia intitolata The Sensational She-Hulk, scritta e disegnata da Byrne.
Su richiesta dell'editore Mark Gruenwald, nel 1989 Byrne scrisse e disegnò una nuova serie, The Sensational She-Hulk. Gruenwald voleva che la serie differisse parecchio dall'impostazione data al personaggio nella precedente The Savage She-Hulk, e Byrne mise in atto per She-Hulk uno dei suoi progetti più importanti ed innovativi del suo secondo periodo alla Marvel. Byrne impostò la nuova serie dandole una connotazione sexy-umoristica e She-Hulk, consapevole di trovarsi in un fumetto, infrangeva spesso la "Quarta parete", sviluppando un rapporto di amore-odio con l'autore delle sue storie (Byrne stesso), criticando le sue scelte, lo stile di disegno, lo sviluppo del suo personaggio, ecc. Byrne lasciò la serie dopo aver scritto e disegnato otto numeri. All'artista era stato chiesto di fornire qualche idea e supporto allo sceneggiatore Dwayne McDuffie per la storia She-Hulk: Ceremony, ma secondo Byrne, gran parte delle sue osservazioni e consigli furono del tutto ignorati, e l'editore, Bobbie Chase, "riscrisse le sue sceneggiature per renderle coerenti con quanto raccontato in Ceremony". Entrato in contrasto con DeFalco, Byrne disse di essere stato licenziato dalla serie per gravi divergenze artistiche. Successivamente sarebbe tornato a scrivere e disegnare i numeri dal 31 al 50 di She-Hulk, questa volta alle dipendenze della nuova redattrice Renée Witterstaetter (subentrata a DeFalco). Tornato ad occuparsi della serie, Byrne cancellò con un "colpo di spugna" tutto quanto successo durante il suo periodo di assenza, ricominciando a scrivere le storie del personaggio dal punto nel quale aveva interrotto.

### Namor, the Sub-Mariner
Nell'aprile 1990 Byrne iniziò una nuova serie, Namor, the Sub-Mariner. Byrne mette l'antieroe Namor a capo della compagnia Oracle Inc., azienda ecologista che si occupa di tutelare gli oceani. Il personaggio viene trattato in modo totalmente diverso rispetto al passato, il fatto che Namor sia l'anfibio principe di Atlantide passa in secondo piano, e vengono enfatizzate le prerogative dell'uomo. Dopo aver scritto e disegnato 25 numeri della serie, Byrne disse al redattore Terry Kavanagh di iniziare ad essere stanco della serie e di pensare che la collaborazione con un altro artista avrebbe potuto ispirargli un approccio più fresco alla testata. Kavanagh suggerì il nome del disegnatore esordiente Jae Lee, e Byrne continuò in qualità di sceneggiatore fino al numero 32.

### Iron Man
Byrne si occupò di scrivere Iron Man per i numeri dal 258 al 277 (luglio 1990-febbraio 1992), su disegni di John Romita Jr. e successivamente di Paul Ryan. Egli lanciò una seconda "Armor Wars", ristabilì il Mandarino come nemico principale di Iron Man, e rispolverò anche il mostro anni cinquanta pre-Marvel Fin Fang Foom. Durante il periodo passato alla serie, Byrne divenne il primo sceneggiatore a "riscrivere" le origini di Iron Man, rimuovendo gli espliciti riferimenti alla Guerra del Vietnam, e collegando Wong-Chu, l'uomo che aveva catturato Tony Stark, con il Mandarino.

## Dark Horse Comics
Negli anni novanta, Byrne iniziò a lavorare su personaggi originali creati da lui stesso per la casa editrice Dark Horse Comics. Questo fatto portò alla rottura graduale del trend generale dell'epoca secondo il quale tutti gli artisti maggiori erano spartiti tra Marvel e DC, e portò vari autori a proporre i propri lavori ed idee ad editori diversi.

### John Byrne's Next Men
Il primo titolo di Byrne per la Dark Horse fu Next Men, opera che egli considerava più adulta e "dark" rispetto ai suoi lavori precedenti. I Next Men erano cinque giovani risultato di un esperimento governativo segreto. Next Men durò fino al numero 30 nel 1994, quando Byrne terminò la serie, promettendo però di riprendere "tra 6 mesi massimo". Cosa mai verificatasi.

## Carriera successiva
Nel corso degli anni successivi, Byrne lavorò ancora sia per la Marvel, che per la DC, e anche per altri editori. Nel 1989 si occupò di scrivere Batman n. 433-435 (maggio–giugno 1989). Tornò ad occuparsi degli X-Men dal 1991 al 1992, succedendo a Chris Claremont, che aveva lasciato la serie dopo 17 anni. Il ritorno di Byrne come nuovo sceneggiatore della testata fu breve, in quanto scrisse solo Uncanny X-Men dal 281 al 285 e n. 288 con Whilce Portacio, e X-Men n. 4–5 con disegni di Jim Lee. Nel 1995, Byrne produsse una nuova graphic novel crossover Marvel/DC intitolata Darkseid vs. Galactus: The Hunger.
Passò poi a lavorare su Wonder Woman dal 1995 al 1998. Durante questo periodo, elevò la supereroina al rango di divinità che successivamente sarebbe assunta al Monte Olimpo in qualità di "Dea della verità".
Nella serie Spider-Man: Chapter One, Byrne raccontò nuovamente alcune delle prime storie di Spider-Man, modificando alcuni aspetti chiave. Alla fine del 1998 divenne lo sceneggiatore di The Amazing Spider-Man, che era in attesa di uno "svecchiamento generazionale". L'"ultimo" numero di The Amazing Spider-Man "serie classica" fu il 441 (novembre 1998), e poi la Marvel rilanciò la testata con un nuovo numero 1 (gennaio 1999) con Howard Mackie ai testi e Byrne ai disegni. Byrne disegnò i numeri dall'1 al 18 (dal 1999 al 2000) e scrisse i numeri 13 e 14. Nel 1999, insieme a Ron Garney, scrisse il primo dei sette numeri della nuova serie dedicata a Hulk.
Dal 1999 al 2001, Byrne ritornò agli X-Men per scrivere e disegnare X-Men: The Hidden Years che durò per 22 numeri. Byrne spiegò la cancellazione del titolo dichiarando: «Sono stato ufficialmente informato ieri, nonostante il fatto che siano ancora fruttuosi dal punto di vista economico, che svariati titoli dedicati agli X-Men verranno tagliati». L'episodio fornì il presupposto per la sua decisione di non lavorare mai più per la Marvel Comics.
Nel 2011 lavorò a Jurassic Park: The Devils in the Desert, e Cold War (The Michael Swann Dossier). Nel periodo 2010–2011 tornò a Next Men, con la serie sequel Aftermath.
Nel 2018 Byrne cominciò X-Men Elsewhen, un fumetto fan-fiction che esplora come sarebbe potuta proseguire la storia alternativa degli X-Men dopo la "saga di Fenice Nera". La serie, scritta e disegnata da Byrne, è pubblicata sul suo sito web, e al dicembre 2022 contava 32 numeri.

## Controversie
Nel corso degli anni, Byrne si è guadagnato la reputazione di figura controversa. Il suo carattere non facile lo portò ad avere varie discussioni con Peter David, Jim Shooter, Joe Quesada, Mark Evanier, Marv Wolfman, Dan Slott, ed Erik Larsen.
Nel 1981, quando Jack Kirby iniziò a dichiarare pubblicamente di sentirsi "derubato" sia economicamente che artisticamente del suo contributo alla creazione di quasi tutti i maggiori personaggi della Marvel, Byrne scrisse un editoriale nel quale si dichiarava "orgoglioso" di essere un "company man", un dipendente della Marvel, lasciando intendere che tutti i creativi dovrebbero "vivere secondo le regole che li circondano". Steve Gerber e Kirby ironizzarono circa la sua affermazione in Destroyer Duck, disegnando John Byrne come un personaggio dal nome "Booster Cogburn", senza spina dorsale e felice di esistere solo come mero ingranaggio della gigantesca corporazione che lo possedeva. Negli anni novanta Erik Larsen creò un cattivo per il suo fumetto Savage Dragon che si chiamava "Johnny Redbeard/The Creator", un'evidente parodia di Byrne; con un enorme cranio ed appendici atrofizzate, in grado di conferire superpoteri indiscriminatamente.
Nel 1982, durante una convention di fumetti svoltasi alla Dallas Fantasy Fair, Byrne fece alcuni commenti negativi su Roy Thomas che furono riportati in The Comics Journal n. 75 (settembre 1982). Thomas minacciò di fare causa a Byrne se egli non si fosse scusato. In una lettera stampata in The Comics Journal n. 82 (luglio 1983), Byrne ritrattò le sue esternazioni, affermando che aveva soltanto riportato quanto aveva sentito dire in giro da altri.
Gail Simone, che lavorò insieme a Byrne in The All New Atom nel 2006, lo descrisse così: «molto supponente; molti artisti sono supponenti, e io sto bene con essi. In realtà, penso che John Byrne sia brillante e la sua personalità forte faccia parte di lui».
Nel 2015 fu aspramente criticato per avere dichiarato che le persone transgender sono malate di mente e paragonandole ai pedofili mentre discuteva con Caitlyn Jenner. Byrne affermò: «Come ci sentiremo nei confronti di tutte quelle persone che, invece di aiutarle realmente, le abbiamo incoraggiate in un programma di automutilazione?»

## Stile artistico
Byrne ha definito il suo stile di disegno una "raccolta di influenze". Egli cita Neal Adams, Jack Kirby e Steve Ditko come influenze principali, possiede uno stile molto pulito e plastico, ma non disdegna di prendere spunti da altre fonti per modificare costantemente i suoi metodi e far evolvere il proprio stile.
Byrne è daltonico verso alcuni toni del verde e del marrone. Durante il primo anno di disegni per Iron Fist, egli credeva che il costume del protagonista fosse di colore marrone.

## Vita privata
Byrne divenne cittadino statunitense naturalizzato nel 1988.
La fotografa ed attrice Andrea Braun Byrne è stata sua moglie per 15 anni fino al divorzio. Il figlio della Braun avuto da un precedente matrimonio è Kieron Dwyer, e Byrne divenne il suo patrigno da quando egli aveva 13 anni fino al divorzio dalla Braun. I due vissero sotto lo stesso tetto solo per poco tempo perché il giovane Dwyer si trasferì presto a Los Angeles per andare a vivere con il padre. Byrne incoraggiò le aspirazioni di Dwyer come fumettista e le sue raccomandazioni portarono il ragazzo al primo lavoro professionale come disegnatore di Batman n. 413 (novembre 1987).
A partire dal 2015, Byrne non ha più partecipato regolarmente a qualsiasi convention di fumetti e ha diradato molto le sue apparizioni in pubblico. Partecipò nel 2018 al Fan Expo Boston, dove parlò a due eventi, entrambi intitolati "Spotlight on John Byrne", l'11 e 12 agosto, e ad una seduta di autografi insieme a William Shatner.

## Premi
- Comics Buyer's Guide Fan Award come Disegnatore preferito nel 1986 e nel 1998.
- Premio Yellow Kid al Salone Internazionale dei Comics come disegnatore straniero nel 1992.
- Squiddy Award come Disegnatore preferito nel 1993.

## Opere

### Marvel Comics
- Alpha Flight (1983-1985; co-creatore)
- Avengers e West Coast Avengers (1989-1999)
- Captain America (1979-1980, disegnatore)
- Fantastic Four (1979-1986)
- Iron Man (1990-1992)
- Marvel: The Lost Generation (2000-2001)
- Namor the Sub-Mariner (1990-1992)
- She-Hulk (1989, 1991-1993)
- Spider-Man: Chapter One (1998-1999)
- The Amazing Spider-Man vol. 2 (1999-2000)
- Uncanny X-Men (1977-1981, 1991-1992, nel secondo periodo solo da scrittore)
- X-Men: The Hidden Years (1999-2001)

### DC Comics
- Action Comics (1987-1988 come scrittore e disegnatore; 2005 come scrittore)
- Blood of the Demon (2005-2006)
- Doom Patrol (2004-2005)
- The Man of Steel (1986, miniserie di 6)
- Jack Kirby's Fourth World (1997-1998)
- JLA (2004, con Chris Claremont)
- Lab Rats (2002-2003)
- Legends (1986, miniserie)
- OMAC (1991, miniserie di 4)
- Superman (vol. 2[77]) (1986-1988)
- Superman & Batman: Generations (1999, 2001, 2003)
- The All-New Atom (2006-presente)
- Wonder Woman (1995-1998)

### Dark Horse Comics
- Babe (1994)
- Danger Unlimited (1993)
- John Byrne's 2112 (1991)
- John Byrne's Next Men (1992-1994)

### Romanzi
- John L. Byrne's Fear Book (1988; ISBN 0446348147)
- Whipping Boy (1992; ISBN 0440211719)
- Wonder Woman: Gods and Goddesses (1997, ISBN 0761504834)

### Webcomics
- You Go, Ghoul! (2004)

### Regista videoclip
- 2012 - Florence and the Machine - Spectrum